# Институт проблем информатики и автоматизации НАН РА
Институт проблем информатики и автоматизации НАН РА — научно-исследовательский институт Национальной Академии Наук Республики Армения (НАН РА), образован в 1957 году.
Институт проблем информатики и автоматизации является ведущим научно-исследовательским институтом Национальной Академии Наук Республики Армения (НАН РА) в области прикладной математики, информатики и внедрения вычислительных технологий в различных областях науки и техники.
Он был основан в 1957 году как Вычислительный центр Академии наук Армянской ССР и Ереванского государственного университета.
Первым директором был выдающийся математик Сергей Мергелян.
В начале 50-х основными научными направлениями ИПИА были вычислительная наука и прикладная математика. Советская Армения была одним из ключевых центров вычислительной и научно-исследовательской деятельности Советского Союза в области промышленных вычислений, разработки программного обеспечения и т. д.
Институт стал основателем различных современных направлений прикладной математики.
Работая в Вычислительном центре, многие ученые внесли свой вклад области кибернетики и прикладной математики Среди них известные ученые Сергей Мергелян, Ром Варшамов, Ашот Петросян, Юрий Шукурян, Игорь Заславский и другие.
С 1963 года Институт проблем информатики и автоматизации публикует журнал «Математические проблемы компьютерных наук».
В 1994 году в ИПИА разработана, создана и эксплуатируется Армянская научно-исследовательская компьютерная сеть (ASNET-AM). Она обслуживает более 65 сетей научных и образовательных организаций, действующих в разных регионах Армении.
В 2004 году в институте запущен суперкомпьютер «Армкластер».
В 2015 году планировалось создание Национальный суперкомпьютерного центра в институте.
В настоящее время институт активно кооперирует с организациями ЕС в направлении поддержки наукоемких малых предприятий.
Институт является организатором ежегодных конференций Science and Technology Convergence Forum.
Название института было изменено после распада Советского Союза. ИПИА ведет магистратуру по информатике.
Основными направлениями теоретических исследований в ИПИА в настоящее время являются математическая логика, теория алгоритмов, теория автоматов, теория алгебраического кодирования, искусственный интеллект и когнитивные модели, дискретная математика, теория графов, распознавание образов, теория информации и статистика, численные методы и наукометрия.

## Основные научные направления
- Теоретические и прикладные исследования в области вычислительных наук и информационных технологий;
- создание и распространение систем искусственного интеллекта;
- теория автоматов и автоматизация проектирования компьютерных систем; теория алгоритмов и автоматизированный синтез программных систем;
- познавательные алгоритмы и модели;
- системы распознавания изображений и программирование;
- системы управления бизнесом; математическая логика и автоматизированный логический вывод;
- вычислительные методы и обработка дискретных изображений;
- проблемы кодирования и передачи данных; теория информации и прикладная статистика;
- дискретный анализ и технологии программирования;
- программное обеспечение распределенных систем;
- математические методы линейной алгебры и линейного программирования,
- компьютерная телефония,
- наукометрия.